# Marko Babić (nogometaš)
Marko Babić (Osijek, 28. siječnja 1981.), hrvatski nogometaš.
Početak njegove karijere vezan je uz klub iz Gradskog vrta gdje provodi tri sezone. Kao potpuno izgrađen vezni igrač, 2000. godine odlazi u Bayer iz Leverkusena, gdje provodi čitavo vrijeme do SP-a 2006. godine u Njemačkoj. 
Za reprezentaciju je debitirao 2002. godine u susretu protiv Mađarske. Odličan je na lijevom boku, sjajno upošljava suigrače i dobar je u duelima.
Marko je bio član reprezentacije s EP-a 2004. godine, ali tadašnji izbornik Otto Barić nije ga uvodio u igru.
Iako ne pretjerano upotrebljiv u obrambenim zadacima, Babić se pokazao kao izrazito bitan igrač momčadi koja ide na SP u Njemačku. Tamo je odigrao sva tri susreta.
Odigrao je sva tri susreta, a od 2002. godine, koliko igra u reprezentaciji, skupio je 49 nastupa te tri puta bio strijelac.

## Vanjske poveznice
- Leverkusen who's who